# 愷子内親王
愷子内親王（がいし（やすこ）ないしんのう、建長元年（1249年） - 弘安7年2月15日（1284年3月3日））は、鎌倉時代中期の皇族。後嵯峨天皇第2皇女、母は二条局（大友親秀の女）。異母兄弟に後深草天皇、亀山天皇。伊勢斎宮。

## 生涯
弘長2年12月4日（1263年1月22日）、14歳で亀山天皇の斎宮に卜定。同3年（1263年）9月26日、野宮に入る。文永元年（1264年）9月9日、伊勢へ群行（長奉送使は権中納言藤原長雅）。同4年（1267年）、准后。同9年（1272年）2月27日、父後嵯峨上皇崩御により24歳で退下、同年8月13日帰京。弘安7年（1284年）2月15日、36歳で薨去。
『増鏡』『とはずがたり』等によると、斎宮を退下し帰京した愷子内親王の美貌に異母兄後深草院が目をとめて関係を結び、その後西園寺実兼が通ったとされる。なお、伊勢へ群行を果たした斎宮は愷子内親王が最後であった。